# Castello di Petrelë
Il Castello di Petrelë (in albanese Kalaja e Petrelës) è un castello che si trova a Petrelë, nel centro dell'Albania, ed è arroccato su un'altura rocciosa a circa 329 sul livello del mare.
Il castello di Petrelë ha una ricca storia che risale fino all'imperatore Giustiniano e include una torre costruita nel VI secolo. Faceva parte del sistema di difesa del castello di Croia con il quale comunicava per mezzo di fuochi di segnalazione e, durante la ribellione di Scanderbeg contro l'impero ottomano, fu sotto il comando della sorella di Scanderbeg.
Il castello ha una forma triangolare con due torri di osservazione che permettono di monitorare la valle dove scorre il fiume Erzen. Il castello è oggi una delle località turistiche più visitate vicino a Tirana.